# 나광남
나광남(羅光男, 1967년 8월 5일 ~ )은 전 KBO 리그 삼성 라이온즈의 외야수이자 현재 KBO 소속의 심판 위원회 1군 팀장이다. 
단국대학교를 졸업하고 1989년 삼성 라이온즈의 2차 4순위 지명을 받아 입단하였다. 그러나 부상으로 입단 2년만인 1991년에 은퇴하고, 심판 자격을 취득했다. 나광남은 이 때의 기억을 회고하며 "1991년에 부상을 당하고 야구를 계속할 수 없던 차에 아버님 친구분이 심판을 해 보라고 권유하여 시작했다. 지원자가 별로 없어 운이 좋아 합격한 것 같다. 그러나 요즘은 야구 심판되기 위해서 3수, 4수하는 사람도 있다."'고 말한다.
심판 자격을 취득한 후 1994년부터 KBO의 심판 위원으로 활동하고 있으며, 1996년에 열린 제11회 스포츠서울 올해의 상에서 올해의 심판상을 받았다. 2009년에는 조아제약 프로야구대상 심판상을 받았다. 2012년 9월 8일 2,000경기 출장을 돌파하였다.

## 판정 번복 사태
2009년 7월 3일 사직에서 열린 롯데 자이언츠와 SK 와이번스와의 경기에서 3회말 진행 도중 박기혁이 댄 번트 타구를 포수 정상호가 처리하는 과정에서 정상호가 타구가 땅에 닿기 전에 이를 잡아내는 '노바운드'로 처리하였다고 주장하자, 이를 당시 주심이었던 나광남을 비롯한 4심이 인정하였다.
그러나 롯데의 제리 로이스터 감독이 바운드가 되었다며 강하게 반발하자, 4심은 중계 방송을 시청하고 있던 대기심과 합류하여 여러 합의 끝에 이를 다시 번복하였다. 이 과정에서 SK의 김성근 감독은 4심이 합의한 상황을 왜 번복하느냐며 어필에 나서기도 하였다. 결국 이 날의 판정 번복으로 인해 KBO는 당시의 경기를 맡은 심판 팀에 대해 제재금 50만원을 부과하였고, 주심이었던 나광남은 엄중 경고 조치를 받았다.
네이버 뉴스와 동영상에는 인터뷰가 나오지 않았다.

## 출신 학교
- 광주서림초등학교
- 광주진흥중학교
- 광주진흥고등학교
- 단국대학교

## 같이 보기
- 강광회